# Kogekunst
Kogekunst, madkunst eller køkken udgør en karakteristisk form for madlavning og madtraditioner, ofte i forhold til bestemte kulturer. De forskellige køkkener navngives ofte efter geografiske områder eller regioner, hvor kogekunsten stammer fra. De forskellige køkkener er primært præget af, hvilke råvarer der er tilgængelige lokalt eller gennem handel. Religion kan også have en stor indflydelse på køkkenerne. Regionale madlavningstraditioner, skikke og ingredienser medfører ofte retter, der er unikke for bestemte regioner.

## Forskellige køkkener efter geografi

### Nordiske køkkener
- Det nordiske køkken
- Det danske køkken
- Det finske køkken
- Det færøske køkken
- Det grønlandske køkken
- Det islandske køkken
- Det norske køkken
- Det svenske køkken

### Kontinentaleuropæiske køkkener
- Det bretonske køkken
- Det franske køkken
- Det litauiske køkken

### Asiatiske køkkener
- Det indiske køkken
- Det kinesiske køkken
- Det vietnamesiske køkken

### Nordamerikanske køkkener
- Det amerikanske køkken

### Sydamerikanske køkkener
- Det brasilianske køkken

### Afrikanske køkkener
- Det tunesiske køkken
- Det somaliske køkken